# Hicsos

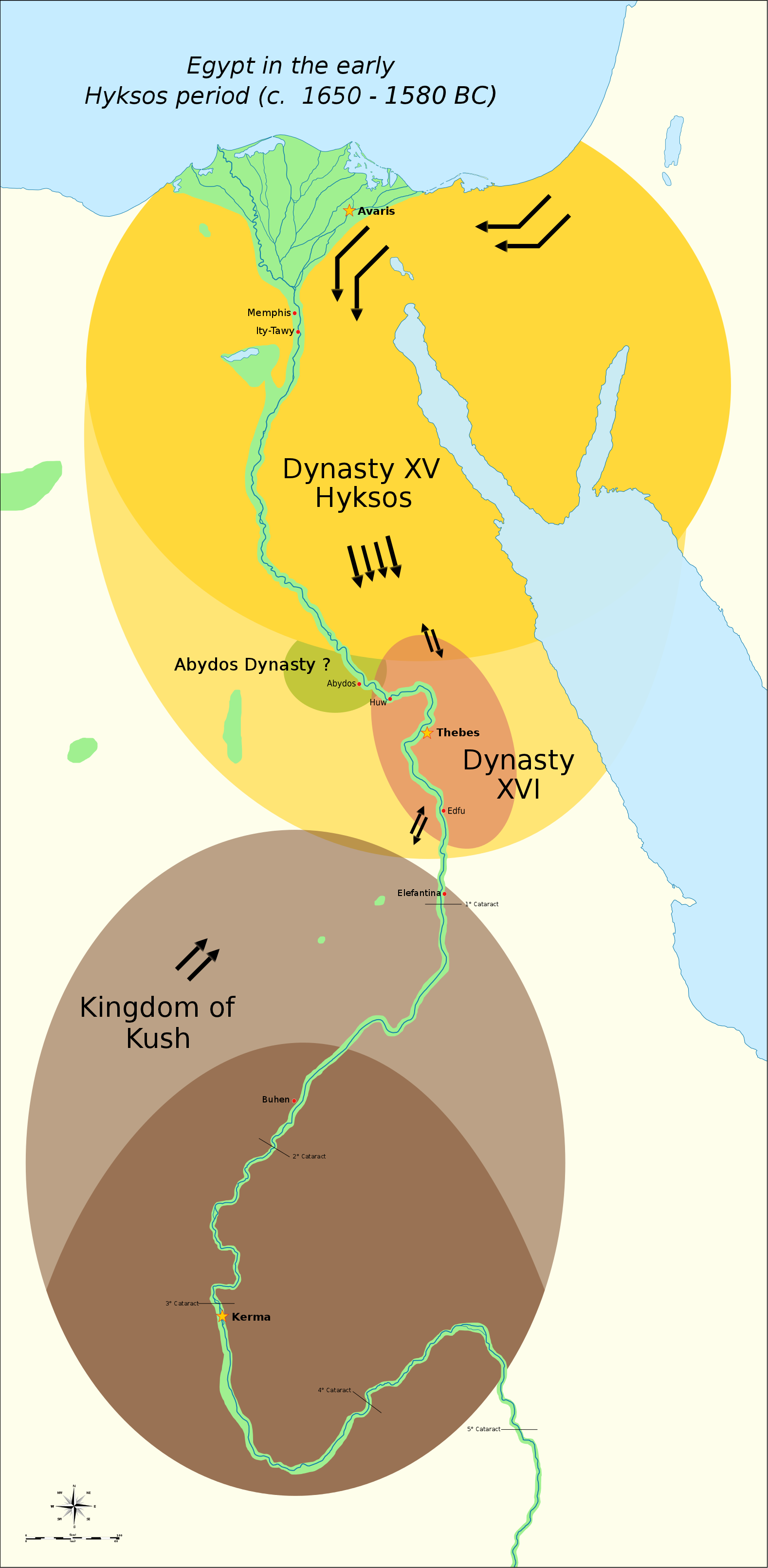
Segon Període Intermedi d'Egipte

Els hicsos (en grec antic Ὑκσώς Hyksṓs) van ser un poble asiàtic, probablement semita, que va governar Egipte des d'aproximadament l'any 1750 aC fins al 1550 aC.
El nom d'hyksós deriva de l'egipci heqa-khase o hikau kahusul, 'governants estrangers' o 'governants (originaris) d'una altra terra' i els egipcis el van donar a una sèrie de reis que van governar el delta del Nil des del 1750 aC fins al 1550 aC a la fi del Regne Mitjà. Eren probablement semites cananeus, potser hebreus (ancestres parcialment dels israelites), i madianites, edomites, moabites i ammonites (anomenats en conjunt pels egipcis Shasu (Shosu) i que formaven el grup cananeu del sud). La paraula heqa khase la va recollir Manetó que la va convertir en la paraula grega hyksós. Generalment, s'ha aplicat com a derivada d'una paraula egípcia equivalent a ‘reis pastors'.
Menys de deu anys després de la mort d'Amenemhet III, durant el Regne Mitjà d'Egipte, la dinastia XII va acabar i va ser substituïda per la dinastia XIII, molt més feble. Encara que els dos primers governants d'aquesta nova dinastia podrien haver estat fills d'Amenemhet IV, la inestabilitat política es va consolidar ràpidament i els reis poques vegades van governar més d'un parell d'anys. L'afluència d'immigrants asiàtics hicsos al delta del Nil que havia començat durant el regnat d'Amenemhet III es va accelerar durant el regnat d'Amenemhet III, quedant completament descontrolada. Amb la dinastia XIII, la població asiàtica del Delta va fundar un regne independent governat per reis d'ascendència cananea, formant la XIV Dinastia que va regnar des d'Àvaris. Uns 80 anys després del regnat d'Amenemhet IV, l'administració de l'estat egipci sembla haver-se enfonsat completament marcant l'inici del Segon Període Intermedi d'Egipte.
Es pot considerar que la dinastia XIV va abraçar l'època de govern simultani de la dinastia XIII a Memfis i Itjtawi, mentre la dinastia XVI va ser una dinastia vassalla (i probablement no hikse) després de la conquesta del poder per part d'una segona dinastia dels hicsos (coneguda per Grans Hikses) establerta a Àvaris i que va acabar per dominar tot el delta, formada per una segona onada d'emigrants cananeus. Després del 1600 aC, els hicsos van arribar a Tebes, però posteriorment no van poder mantenir les seves conquestes i van ser expulsats del delta per la dinastia XVII cap a l'any 1550 aC.
El seu domini va ser relativament breu en el temps històric egipci, però van aportar nous elements: de caràcter militar, com l'arc compost, el cavall i el carro de combat; de caràcter religiós, amb déus cananeus (que no van imposar) i noves tècniques de treball del bronze i de la plata. Progressivament, els hicsos van quedar seduïts i culturalment absorbits pels egipcis.
La seva derrota final va tenir lloc a Sharuhen, a Canaan, després d'un setge de tres anys i la completa derrota dels hicsos.